# Смоленск I (моторвагонное депо)
Моторвагонное депо Смоленск I — предприятие железнодорожного транспорта, расположенное в городе Смоленск.

## История
В 2002 году на базе участков по ремонту и эксплуатации моторвагонного подвижного состава локомотивных депо Фаянсовая (ТЧ-47), Смоленск (ТЧ-42) и участков по текущему содержанию зданий и сооружений Смоленской дистанции гражданских сооружений (НГЧ-19) была создана Смоленская дирекция по обслуживанию пассажиров в пригородном сообщении (СДПП).
С выделением пригородного комплекса в отдельную структуру возникла необходимость в создании собственной базы по ремонту и обслуживанию электропоездов.
В 2007 году на станции Смоленск завершилось строительство комплекса, включающего в себя пригородный вокзал и моторвагонное депо.
В 2009 году Смоленская дирекция по обслуживанию пассажиров в пригородном сообщении Смоленского отделения Московской железной дороги обеспечивала пригородные перевозки на участках Тверской, Калужской, Смоленской, Брянской областей и Витебской области Республики Беларусь электропоездами ЭР9П, ЭД9Т и ЭМ9, дизель-поездами Д1м, а также составами автомотрис АЧ2 на полигоне 2270 километров.
Приписной парк электропоездов насчитывал 41 секцию или 11 составов.
Размеры движения пригородных поездов составляли 28,3 пары ежесуточно.
В 2009 году на базе участков производства по обслуживанию моторвагонного подвижного состава Смоленской дирекции по обслуживанию пассажиров в пригородном сообщении в составе Московской моторвагонной дирекции — структурного подразделения Пригородной дирекции Московской железной дороги — было создано моторвагонное депо Смоленск I.
С передачей функций и участков обслуживания Пригородной дирекции Смоленская дирекция по обслуживанию пассажиров в пригородном сообщении — структурное подразделение Смоленского отделения Московской железной дороги — была упразднена.
5 марта 2010 года состоялся ввод в пассажирскую эксплуатацию первых двух на Смоленском отделении рельсовых автобусов РА2.
С 2012 года депо Смоленск I является структурным подразделением Московской дирекции моторвагонного подвижного состава.

## Тяговые плечи
По состоянию на 2013 год:
Электропоезда:
Смоленск — Вязьма
Смоленск — Красное
Вязьма — Можайск
Рельсовые автобусы:
Смоленск — Фаянсовая
Смоленск — Брянск-Орловский
Смоленск — Рудня
Вязьма — Ржев-Балтийский
Вязьма — Износки
Вязьма — Фаянсовая
Фаянсовая — Спас-Деменск — Сухиничи-Узл.
Фаянсовая — Сухиничи-Гл. — Козельск
Фаянсовая — Брянск-Орловский

## Подвижной состав[8]
| Поезда | № составов                                            |
| ------ | ----------------------------------------------------- |
| АЧ2    | 099 (служебный)                                       |
| РА1    | 0007 / 0029 / 0034 / 0047 / 0049 / 0055 / 0082 / 0085 |
| РА2    | 015 / 073 / 087 / 108                                 |
| ЭД9М   | 0223 / 0225                                           |
| ЭД9Т   | 0020 / 0003                                           |
| ЭР9Т   | 727                                                   |